# آندرس کویندبیرگ یاکوبسن
آندرس کویندبیرگ یاکوبسن (انگلیسی: Anders K. Jacobsen؛ زادهٔ ۲۷ اکتبر ۱۹۸۹) بازیکن فوتبال اهل دانمارک است.
از باشگاه‌هایی که در آن بازی کرده‌است می‌توان به باشگاه فوتبال اوبی، باشگاه فوتبال وایله بلدکلوب، و باشگاه فوتبال ادنسه اشاره کرد.
وی همچنین در تیم‌های ملی فوتبال رده پایه دانمارک بازی کرده‌است.